# العلاقات الأوكرانية الإيرانية
العلاقات الأوكرانية الإيرانية هي العلاقات الثنائية التي تجمع بين أوكرانيا وإيران.

## مقارنة بين البلدين
هذه مقارنة عامة ومرجعية للدولتين:
| وجه المقارنة                                              | أوكرانيا                                   | إيران                    |
| --------------------------------------------------------- | ------------------------------------------ | ------------------------ |
| المساحة (كم2)                                             | 603.63 ألف                                 | 1.65 مليون               |
| عدد السكان (نسمة)                                         | 45.55 مليون                                | 79.97 مليون              |
| الكثافة السكانية (ن./كم²)                                 | 75.46                                      | 48.47                    |
| العاصمة                                                   | كييف                                       | طهران                    |
| اللغة الرسمية                                             | اللغة الأوكرانية                           | لغة فارسية               |
| العملة                                                    | هريفنا أوكرانية، كاربوفانيتس، روبل سوفييتي | ريال إيراني              |
| الناتج المحلي الإجمالي (بليون دولار)                      | 112.15 مليار                               | 439.51 مليار             |
| الناتج المحلي الإجمالي (تعادل القوة الشرائية) بليون دولار | 352.98 مليار                               | 1.36 تريليون             |
| الناتج المحلي الإجمالي الاسمي للفرد دولار أمريكي          | 2.11 ألف                                   |                          |
| الناتج المحلي الإجمالي للفرد دولار أمريكي                 | 8.66 ألف                                   |                          |
| مؤشر التنمية البشرية                                      | 0.747                                      | 0.766                    |
| رمز المكالمات الدولي                                      | +380                                       | +98                      |
| رمز الإنترنت                                              | .ua، .укр ‏                                 | .ir،                     |
| المنطقة الزمنية                                           | ت ع م+02:00، ت ع م+03:00، توقيت شرق أوروبا | ت ع م+03:30، توقيت إيران |

## منظمات دولية مشتركة
يشترك البلدان في عضوية مجموعة من المنظمات الدولية، منها:
| علم المنظمة | اسم المنظمة                        | تاريخ انضمام أوكرانيا | تاريخ انضمام إيران |
| ----------- | ---------------------------------- | --------------------- | ------------------ |
|             | مؤسسة التنمية الدولية              | 27 مايو 2004          | 10 أكتوبر 1960     |
|             | يونسكو                             | 12 مايو 1954          | 6 سبتمبر 1948      |
|             | وكالة ضمان الاستثمار متعدد الأطراف | 19 يوليو 1994         | 15 ديسمبر 2003     |
|             | الأمم المتحدة                      | 24 أكتوبر 1945        | 24 أكتوبر 1945     |
|             | الفريق المعني برصد الأرض           | ?                     | ?                  |
|             | الاتحاد البريدي العالمي            | ?                     | ?                  |
|             | البنك الدولي للإنشاء والتعمير      | 3 سبتمبر 1992         | 29 ديسمبر 1945     |
|             | المنظمة الهيدروغرافية الدولية      | ?                     | ?                  |
|             | منظمة حظر الأسلحة الكيميائية       | ?                     | ?                  |
|             | مؤسسة التمويل الدولية              | 18 أكتوبر 1993        | 28 ديسمبر 1956     |
|             | منظمة الشرطة الجنائية الدولية      | ?                     | ?                  |

## وصلات خارجية
- موقع وزارة الخارجية الأوكرانية
- موقع وزارة الخارجية الإيرانية